# Verbena urticifolia
Verbena urticifolia es una especie de planta fanerógama de la familia de las verbenáceas.

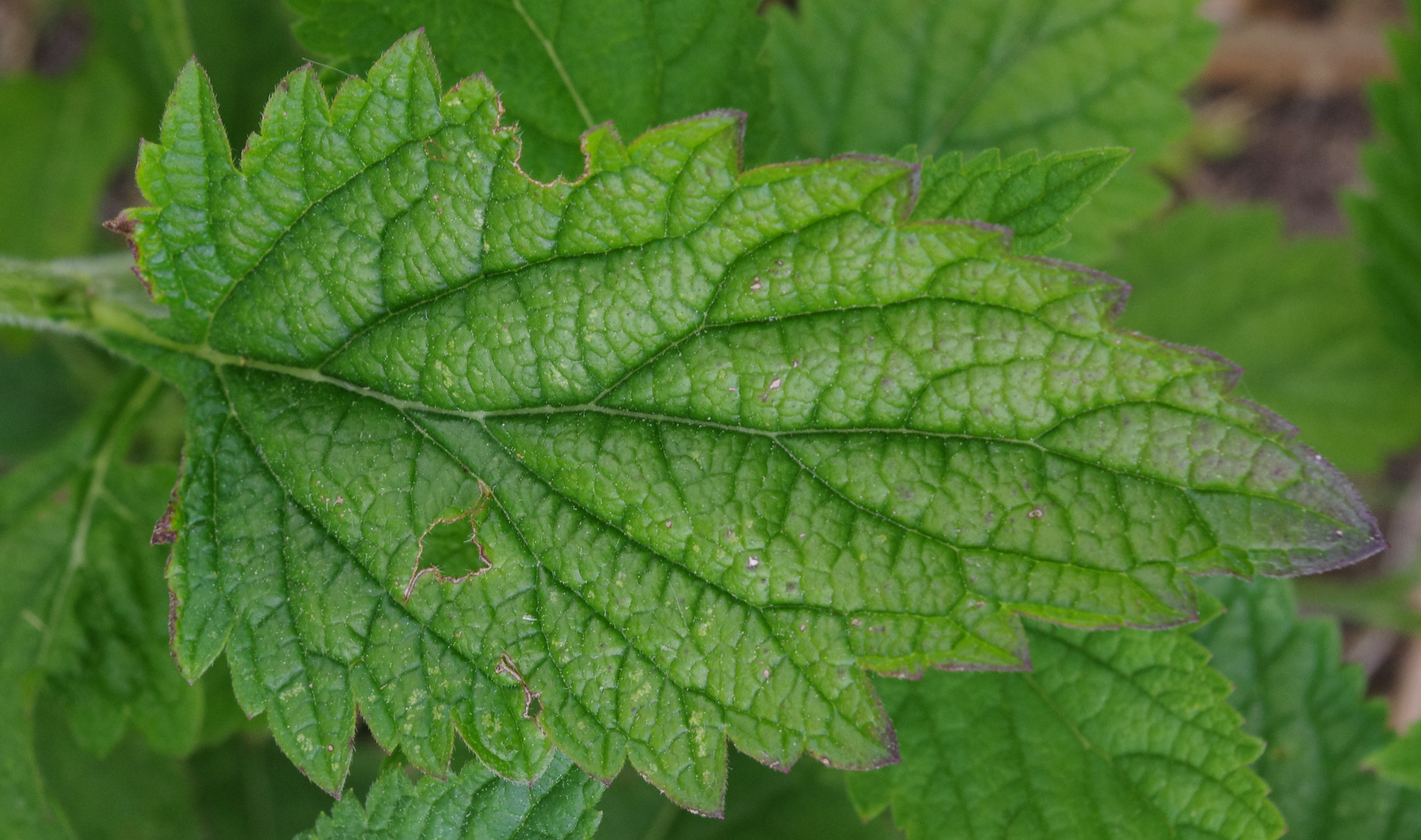
Las hojas similares a Urtica le dan el nombre urticifolia.

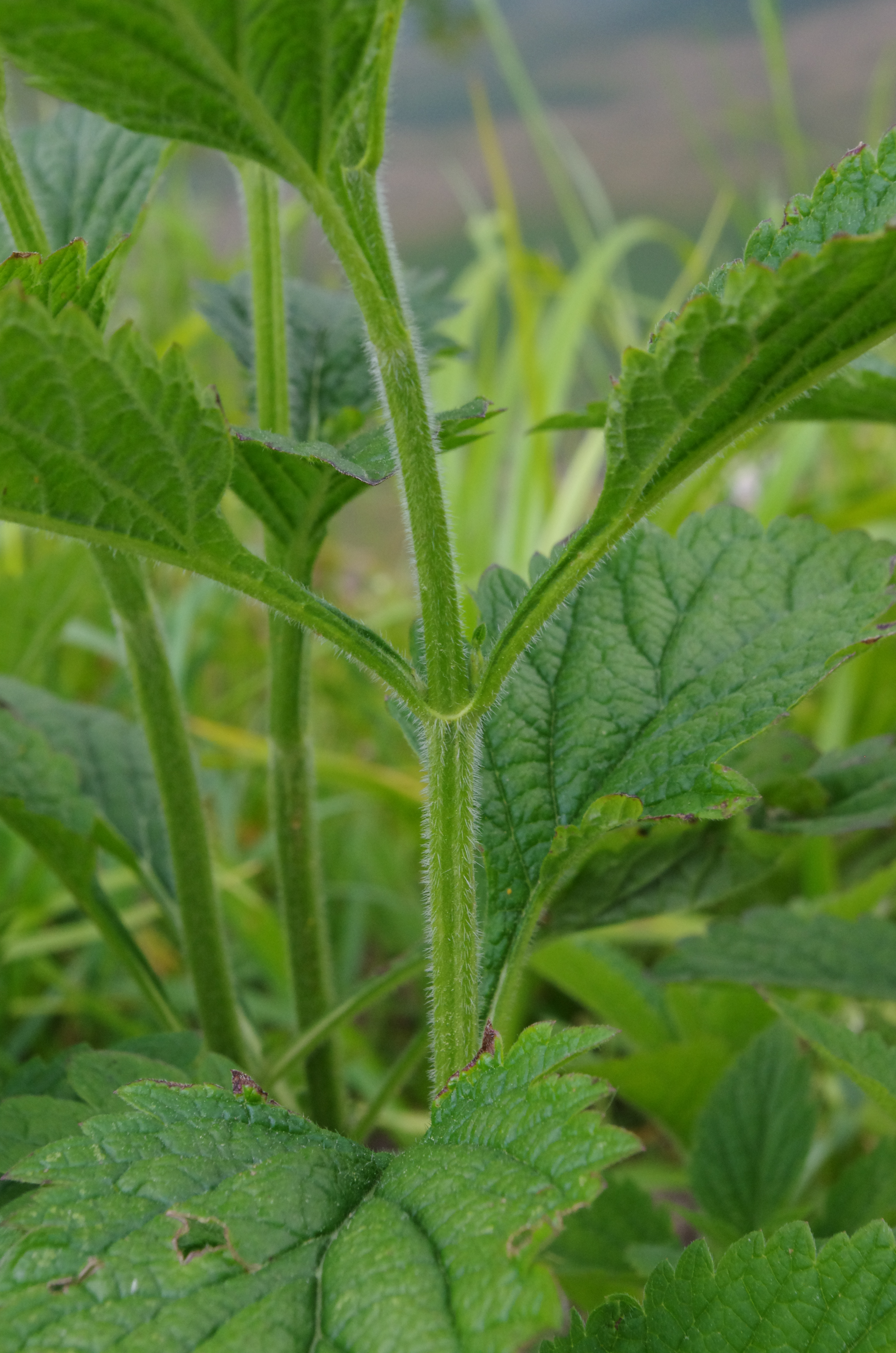
Vista de la planta

## Descripción
Tiene las hojas finas y opuestas, simples, rígidas, los tallos verdes. Las hojas se parecen a las de Urtica, que es la razón de la planta de ser nombrada urticifolia. Las pequeñas flores nacen en los picos; se abren en verano e inusualmente para este género en el que las flores normalmente son azuladas, estas son de color blanco.
Puede ser que esté más cercana a un grupo que podría incluir especies norteamericanas como V. lasiostachys o V. menthifolia, y Verbena officinalis de Europa . Como estas, es diploide con 14 cromosomas en total. La relación de la Verbena hastata para estas especies es más enigmática; su evolución podría tener una hibridación involucrada con la Verbena urticifolia o una especie relacionada en el pasado.

## Taxonomía
Verbena urticifolia fue descrita por Carlos Linneo y publicado en Species Plantarum 1: 20. 1753.
Etimología
Verbena: nombre genérico que es un antiguo nombre latíno de la verbena común europea.
urticifolia: epíteto latíno que significa "con las hojas de la ortiga"
Sinonimia
- Verbena curtisii Moldenke
- Verbena diffusa Poir.
- Verbena incarnata Raf.
- Verbena urticifolia f. incarnata (Raf.) Moldenke
- Verbena urticifolia var. incarnata (Raf.) Moldenke
- Verbena urticifolia var. leiocarpa L.M.Perry & Fernald
- Verbena urticifolia f. simplex (Farw.) Moldenke
- Verbena urticifolia var. simplex Farw.
- Verbena urticifolia var. urticifolia[4]